# Bombaj štampa
Bombaj štampa je bosanskohercegovački pop-rock sastav, osnovan 1982. godine u Sarajevu kao proizvod pokreta novi primitivizam.

## Povijest sastava
Bombaj štampu je 1982. godine osnovao gitarist sastava Nedim Babović zajedno sa svojim prijateljima Darkom Tipurićem, Mišom Miloševićem i Edinom Hodžićem. Ubrzo nakon osnivanja, sastav je počeo svirati po sarajevskim klubovima i držati zajedničke i samostalne koncerte na kojima su svirali svoje hitove "Željo, to je moj tim", "Jogging across Alipašino polje" i “Dole”. Ove tri pjesme kasnije su se našle na LP ploči pod nazivom "Jogging across Alipašino polje (LP "Nove nade, nove snage)" iz 1984. godine.
Djelovanje sastava uveliko su ograničavale Đurine glumačke obaveze, pa je njihov prvi album pod nazivom Bombaj Štampa objavljen tek 1987. godine. 
Postavu prvog albuma činili su:
- Branko Đurić "Đuro"- vokal, gitara
- Nedim Babović gitara
- Nedžib Jeleč "Neno" - bas-gitara
- Nikša Bratoš - klavijature
- Ademir Volić "Kufi" - bubnjevi

Promocija albuma kasnila je više od godinu dana, jer je u vrijeme njegovog izlaska Đuro bio angažiran na snimanju filma “Dom za vješanje”. Međutim nakon snimanja sastav djeluje u proširenom sastavu, koji je obuhvaćao i puhačku sekciju, nastavlja s koncertima po SFRJ, te sudjeluje na turneji “Top liste nadrealista”.  Neki od hitova s ovoga albuma su: “Mrak i ja”, “Otvorena pjesma Đorđu B.”, “Često poželim da sve zaboravim”, "Mali Motorin" i druge. Također na albumu se našla obrada pjesme "Superman" od grupe Elvis J. Kurtović & His Meteors. Autori većine pjesama na albumu su Đuro i Nedim Babović. Drugi album, pod nazivom Ja mnogo bolje letim sam objavljen je 1990. godine, u nešto izmijenjenom sastavu. Naslovna pjesma "Bolje letim sam", ujedno je i najveći hit, dok se na albumu našla i obrada pjesme "Ćerka jedinica" od sastava Elvis J. Kurtović & His Meteors. Kao i na prvom albumu, autori većine pjesama su Branko Đurić i Nedim Babović. Nakon izlaska albuma odsvirali su seriju nastupa, a početkom agresije na Bosnu i Hercegovinu sastav prekida daljne aktivnosti. Svoj zadnji predratni nastup imali su 1991. godine u Pakracu. Nakon dugogodišnje pauze sastav se ponovo okuplja, 2010. godine i objavljuje treći album pod nazivom Neka DJ odmah dole CJ. Najveći hitovi s ovog albuma su pjesma "Nedim", obrada pjesme "Nadine" od Chuck Berrya, i pjesma "Vriska".

### Ime sastava
Naziv sastava "Bombaj štampa" potječe od izraza “bombati”, što znači lagati, odnosno izmišljati.

## Članovi sastava
- Branko Đurić "Đuro" - vokal, gitara
- Nedim Babović - gitara
- Sanin Lutvić - bas-gitara
- Edin Hadžagić - bubnjevi

### Bivši članovi
- Zoran Šerbedžija - gitara
- Ademir Volić "Kufi" - bubnjevi
- Nedžib Jeleč "Neno" - bas-gitara
- Nikša Bratoš - klavijature
- Edin Hodžić
- Miroslav Milošević "Mišo" - udaraljke
- Darko Tipurić- gitara
- Srđan Luetić "Galeb" - gitara
- Zoran Miljuš - bas-gitara
- Tonči Dragičević - bubanj
- Srđan Šerbedžija - bas-gitara
- Slobodan Ranđelović - truba

## Diskografija

### Studijski albumi
- Bombaj štampa - 1987.
- Ja mnogo bolje letim sam - 1990.
- Neka DJ odmah dole CJ - 2010.

### LP
- Jogging across Alipašino polje (LP "Nove nade, nove snage) - 1984.